# ماريناليدا
ماريناليدا هي بلدية إسبانية في مقاطعة إشبيلية تنتمي إلى منطقة سييرا سور، وتقع في حوض جينيل، في منطقة الأندلس المتمتعة بالحكم الذاتي. تبلغ مساحتها 24.8 كيلومتر مربع (9.6 ميل مربع) ويبلغ عدد سكانها 2778 نسمة حسب تعداد عام 2011، وتبلغ الكثافة السكانية 112.01 نسمة لكل كيلومتر مربع (290.1/ ميل مربع). إنه ينتمي إلى الحزب القضائي في إستيبا.